# Odontosabula decora
Odontosabula decora är en tvåvingeart som beskrevs av Akira Nagatomi 1985. Odontosabula decora ingår i släktet Odontosabula och familjen vedflugor. Inga underarter finns listade i Catalogue of Life.